# Syrisk häst
Den syriska hästen är en hästras som utvecklats i Syrien. Den kallas ibland även för Syrisk arab och är även nära släkt med det arabiska fullblodet. De syriska hästarna är små, egentligen i ponnyhöjd (oftast under 148 cm i mankhöjd) men räknas som stora hästar. Den syriska hästen har en elegant hållning och är extremt seg och tuff.

## Historia
Den syriska hästen har funnits i Syrien i flera hundra år och anses ha direkt härstamning till det arabiska fullblodet. Det anses även att den syriska hästen är av ren arabisk stam men har fått sitt namn av sin hemtrakt i Syrien. Utseendet varierar dock något från araben och den syriska hästen har vissa drag som påminner om den turkmenska Achaltekeern, men detta kan även bero på skillnader i avel och miljön som den syriska hästen har utvecklats i.
Då det inte finns några dokumentationer om tidigare avel av den Syriska hästen så går det inte att bevisa några teorier. Idag är även den Syriska hästen relativt ovanlig, även om den inte är utrotningshotad, men rasen finns nästan uteslutet i Syrien och omkringliggande länder.

## Egenskaper
Den syriska hästen har en tydligt orientalisk karaktär med många drag från araben. Huvudet är finlemmat med lätt inåtbuktande nosprofil. Exteriören är lätt och smalt byggd. Den syriska hästen är dock inte lika tilltalande som araben men har en lätt böjd nacke och en kort smal rygg. Halsen är dock lätt underbyggd vilket kan visa på inblandning av turkmenska hästar eller Achaltekeer.
Den syriska hästen är däremot lika seg och uthållig som araberna och är både tuff och tålig. Den är väl anpassad till det torra klimatet och klarar av både extrem hetta och extrem kyla. De syriska hästarna klarar sig även bra på näringsfattigt foder. Hästarna är utmärkta som ridhästar med bra framåtanda, även om de ibland kan vara något heta i temperamentet. Den syriska hästen förekommer som skimmel eller fux och mankhöjden varierar mellan 142 och 151 cm.